# Susumu Kuno
Susumu Kuno (久野 暲, Kuno Susumu), né le 11 août 1933, est un écrivain et linguiste japonais, professeur émérite de linguistique à l'université Harvard où il a obtenu son Ph.D. en 1964 et où il a passé toute sa carrière. Il est titulaire d'un A.B. et d'une A.M. de l'université de Tokyo où il a reçu une formation approfondie en linguistique sous la direction de Shirō Hattori. Sa recherche de troisième cycle est consacrée aux langues dravidiennes. C'est par l'intermédiaire de Sige-Yuki Kuroda, un des premiers défenseurs de l'approche Chomskyenne du langage, que Kuno a entrepris ses premières études en grammaire transformationnelle. En 1960, il se rend à Harvard pour travailler au projet de traduction automatique.
Kuno est connu pour son approche du discours-fonctionnaliste de la syntaxe connue sous le nom perspective de la phrase fonctionnelle (en) et pour son analyse de la syntaxe des verbes japonais, en particulier les caractéristiques sémantiques et grammaticales d'état et les corrélats sémantiques de l'indication des cas et des contraintes du scrambling (en). Toutefois, ses intérêts sont plus larges. Dans la préface du deuxième d'un couple de Festschrift pour Kuno, ses rédacteurs décrivent ces intérêts comme « s'[étendant] non seulement à la syntaxe, à la sémantique et à la pratique mais aussi à la linguistique computationnelle et autres domaines tels que l'étude du discours et le traitement des kanji, caractères chinois utilisés au Japon .

## Structure de la langue japonaise
Le livre le plus lu de Kuno est son étude novatrice, « La structure de la langue japonaise », qui vise à lutter contre ce que la quasi-totalité des grammaires précédentes de cette langue ont soit omis d'expliquer adéquatement ou totalement ignoré. Les questions qu'il analyse ici sont un petit groupe restreint de caractéristiques de la langue en général mais d'une importance cruciale pour la maîtrise du japonais, caractéristiques qui « font que le japonais est japonais » et le distinguent d'autres langues, y compris celles en particulier qui partagent la structure de base SOV de cette langue. L'ordre des mots sujet-objet-verbe est un modèle qu'il associe avec 4 caractéristiques notables distinctives de la grammaire japonaise, à savoir :
1. Ses caractéristiques post-positionnelles, par opposition aux caractéristiques pré-positionnelles.
2. Sa caractéristique (ramification à gauche ?) dans l'analyse syntaxique.
3. Son schéma de suppression à rebours de phrase (?).
4. Son absence de contraintes de placement des mots interrogatifs en position initiale des phrases[5].

En utilisant les connaissances de la grammaire transformationnelle, Kuno esquisse ce que les grammaires standards ne disent pas à leurs lecteurs, à savoir quand des modèles grammaticaux - par ailleurs normaux - ne peuvent pas être utilisés. En ce sens, ce travail constituait une « grammaire de phrases grammaticales non grammaticales » innovante.